# Wyższa Szkoła Marynarki Wojennej im. Michaiła Wasiljewicza Frunzego
Wyższa Szkoła Marynarki Wojennej im. Michaiła Wasiljewicza Frunzego (ros. Высшее военно-морское училище имени М. В. Фрунзе) – radziecka uczelnia wojskowa, szkoląca kadry oficerskie dla potrzeb marynarki wojennej.
15 września 1918 w Piotrogrodzie specjalnym rozkazem powołano Kurs Kadry Dowódczej Floty, na który przyjęto 300 słuchaczy. Oficjalne rozpoczęcie kursu nastąpiło 10 października 1918 w salach byłej Szkoły Morskiej i na bazie wykładowców tej szkoły. Słuchaczami byli przede wszystkim marynarze - specjaliści, których w 4 miesiące przeszkalano w skład młodszej kadry dowódczej. 
30 czerwca 1919 Kurs został przekształcony w Szkołę Kadry Dowódczej Floty z cyklem nauki trzy i pół roku i dwoma wydziałami: wojenno-morskim, przygotowującym nawigatorów, artylerzystów i minerów oraz technicznym, przygotowującym mechaników, elektromechaników i radiotelegrafistów, według przedrewolucyjnych programów. Do szkoły była przyjmowana - oprócz marynarzy - młodzież cywilna. 
W październiku 1919 pierwszy oddział słuchaczy szkoły został wysłany na front, gdzie za wykazaną odwagę został wręczony sztandar, do dziś przechowywany w szkolnym muzeum. 
22 października 1922 szkołę przemianowano na Szkołę Marynarki Wojennej (Военно-морское училище, ВМУ).
7 stycznia 1926 szkoła otrzymała imię Michaiła Frunzego, w 1939 jej status podniesiono i aż do rozwiązania w 1998 szkoła funkcjonowała pod nazwą Wyższa Szkoła Marynarki Wojennej im. Frunzego.
13 października 1936 szkoła została nagrodzona Honorowym Rewolucyjnym Czerwonym Sztandarem - od tego czasu przysługiwało jej w nazwie określenie "odznaczona Czerwonym Sztandarem" (Краснознамённая), 10 czerwca 1939 szkoła otrzymała Order Lenina. 
W czasie II wojny światowej słuchacze szkoły brali udział w walkach w ramach 1 Samodzielnej Brygady Piechoty Morskiej. Sama szkoła pod koniec lipca 1941 została ewakuowana do Astrachania, gdzie funkcjonowała na bazie Astrachańskiego Instytutu Przemysłu Rybnego. Szkoła powróciła do Leningradu latem 1944, jej słuchacze brali udział w paradzie zwycięstwa na Placu Czerwonym w Moskwie. 52 absolwentów szkoły uzyskało w czasie wojny tytuł Bohatera Związku Radzieckiego. 
29 stycznia 1951 szkoła otrzymała Order Uszakowa I klasy. 
W latach 1959—1971 w szkole istniał fakultet polityczny, kształcący oficerów pionu politycznego z kwalifikacjami nawigatorów okrętowych - w 1967 na tej bazie powstała Kijowska Polityczna Wyższa Szkoła Marynarki Wojennej. Podobnie w 1967 fakultet artyleryjsko-rakietowy był przeniesiony do Królewca i tam na jego podstawie powstała filia szkoły, przekształcona w Królewiecką Wyższą Szkołę Marynarki Wojennej - obecny Bałtycki Instytut Marynarki Wojennej im. Uszakowa. 
W 1998 w związku z reorganizacją szkolnictwa wojskowego Rosji szkoła została połączona z Wyższą Szkołą Marynarki Wojennej Pływania Podwodnego im. Leninowskiego Komsomołu i przemianowana na Petersburski Instytut Marynarki Wojennej. 